# جياني دي روزا
جياني دي روزا (بالإيطالية: Gianni De Rosa)‏ (19 سبتمبر 1956 بتشيرينيولا في إيطاليا - 2 أغسطس 2008 بريميني في إيطاليا) هو لاعب كرة قدم إيطالي في مركز الهجوم. لعب مع إيه سي ميلان ونادي باليرمو ونادي بيروجيا ونادي ترنانا ونادي ريميني ونادي كالياري ونادي كومو ونادي ليكو ونادي نابولي ونادي كاسيرتانا وUS Massese 1919 ‏ وCattolica Calcio 1923 SG ‏ وASD Riccione 1929 ‏.

## وصلات خارجية
- جياني دي روزا على موقع قاعدة بيانات كرة القدم.إي يو (الإنجليزية)